# Xe tăng Valentine
Xe tăng Mk III, còn gọi là Valentine, là một loại xe tăng bộ binh được sản xuất tại Vương quốc Liên hiệp Anh và Bắc Ireland trong Thế chiến thứ hai. Hơn 8.000 chiếc với nhiều biến thể đã được sản xuất, chiếm khoảng 1/4 xe tăng Anh được sản xuất thời chiến.
Nhiều phiên bản bao gồm tán đinh và hàn đã được sản xuất, sử dụng động cơ xăng và diesel, tiến bộ trong vũ khí. Nó được cung cấp với số lượng lớn sang Liên Xô và được chế tạo theo giấy phép tại Canada. Phát triển bởi Vickers, nó đã chứng minh được cả hai yếu tố: mạnh mẽ và đáng tin cậy.

## Tên gọi
Có một số đề xuất giải thích cho tên Valentine. Theo một thông tin bản thiết kế đã được trao cho Văn phòng chiến tranh vào ngày lễ Thánh Valentine 14 tháng 2 năm 1940. Một số nguồn khác cho biết rằng thiết kế đã được gửi về ngày Valentine 1938 hoặc 10 tháng 2 năm 193. Tình cờ Valentine là tên giữa của Sir John V. Carden, người chịu trách nhiệm về các thiết kế xe tăng bao gồm cả những người tiền nhiệm của Valentine, A10 và A11. Một phiên bản khác nói rằng Valentine là một từ viết tắt cho Vickers-Armstrong Ltd Elswick (Newcastle-upon) Tyne. Những lời giải thích "tầm thường nhất" theo David Fletcher rằng đó chỉ là một từ mã trong Vickers-Armstrong Ltd Elswick không có ý nghĩa khác.

## Biến thể

Valentine II

Valentine IX. Xe được trang bị pháo QF 6-Pounder với nhiều khẩu trong số này được gửi đến Liên Xô theo hình thức Lend-Lease

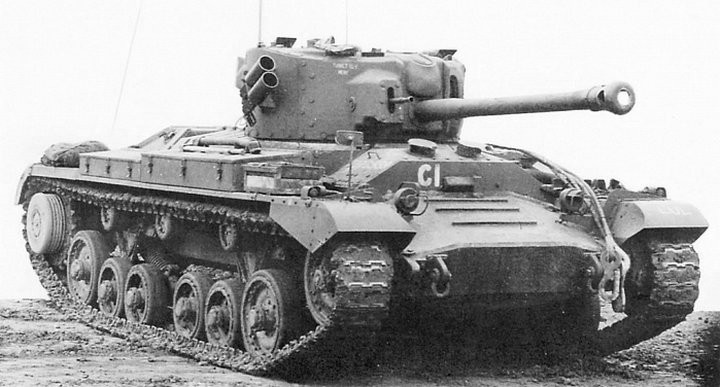
Valentine XI. Trang bị pháo 75 mm

- Valentine I (Xe tăng Bộ binh Mk III): (308)

Phiên bản đầu tiên của Valentine; sản xuất bởi Vickers, Metro-Cammell và Birmingham Railway Xe tăng có thân xe tán đinh, được trang bị động cơ xăng AEC A189 135 mã lực. Vũ khí gồm  một khẩu pháo 2 pounder và một súng máy Besa đồng trục. Tháp pháo hai người của nó buộc trưởng xe kiêm luôn vai trò là nạp đạn viên.
- Valentine II (Xe tăng Bộ binh Mk III*): (700)

Cho đến khi tên Valentine được thông qua vào tháng 6 năm 1941, được gọi là "Xe tăng Bộ binh Mark III *". Phiên bản này sử dụng động cơ diesel 6 xi-lanh AEC A190 công suất 131 mã lực. Để tăng tầm hoạt động của nó trong sa mạc, một thùng nhiên liệu phụ đã được lắp đặt ở bên trái của khoang động cơ.

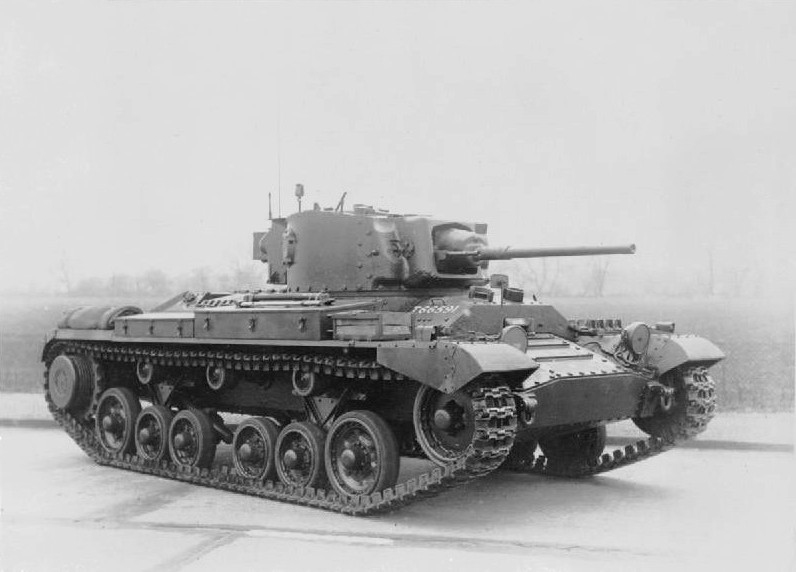
Valentine III. Có sự thay đổi về tháp pháo

- Valentine III

Các sửa đổi đối với thiết kế tháp pháo - di chuyển tấm tháp pháo phía trước về phía trước và phần nhô ra phía sau lớn hơn - đã tạo chỗ cho nạp đạn viên để dễ dàng thực hiện nhiệm vụ của trưởng xe. Giáp bên được giảm từ 60 mm (2,4 in) xuống 50 mm (2,0 in) để tiết kiệm trọng lượng xe.
- Valentine IIICS (Hỗ trợ sản xuất)

Sửa đổi 18 chiếc Valentine III của New Zealand được thực hiện bằng cách thay thế lựu pháo 2 pounder bằng lựu pháo 3 từ "xe tăng Matilda IVCS. Chúng được sử dụng ở Guadalcanal thuộc quần đảo Solomon (trong Trận chiến quần đảo xanh), và vẫn được phục vụ vào những năm 1950.
- Valentine IV

Phiên bản Mark II sử dụng động cơ diesel GMC 6004 138 mã lực của Hoa Kỳ và hộp số do Hoa Kỳ sản xuất. Mặc dù nó có phạm vi hoạt động ngắn hơn một chút, nhưng nó êm hơn và có độ tin cậy cao.
- Valentine V

Phiên bản Valentine III với động cơ diesel GMC 6004 và hộp số do Hoa Kỳ sản xuất.
- Valentine VI

Phiên bản Mk IV do Canada chế tạo; ban đầu được gọi là Xe tăng Bộ binh Mark III ***.Xe sử dụng một số bộ phận cơ khí của Canada và Hoa Kỳ cùng  động cơ diesel GMC. Những chiếc xe sản xuất muộn đã đúc chi tiết băng giá, cùng với việc sử dụng nhiều hơn các bộ phận đúc thay vì chế tạo. Mười lăm chiếc đầu tiên được sản xuất bằng súng máy đồng trục Besa 7,92 mm, sau đó được thay thế bằng súng máy Browning 0,30 inch đồng trục.

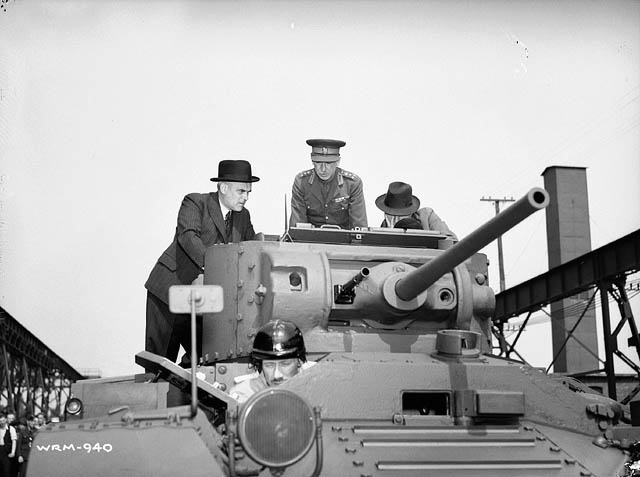
CD Howe, Bộ trưởng Bộ Vũ khí và Cung ứng Canada kiểm tra Xe tăng Valentine VI, một trong những chiếc đầu tiên được sản xuất tại Canada, tháng 5 năm 1941

- Valentine VII

Một phiên bản Canada khác, về cơ bản nó là Valentine VI với những thay đổi bên trong và radia số 19 thay thế bộ radio số 11.
- Valentine VIIA

Phiên bản Mark VII với bình nhiên liệu có thể bật lên được, bánh xích mới, bộ làm mát dầu và đèn pha được bảo vệ.
- Valentine VIII

Động cơ diesel AEC và sửa đổi tháp pháo để lắp pháo 6 pounder; nghĩa là mất súng máy đồng trục. Chưa bao giờ được chế tạo do kém hơn Mk IX.
- Valentine IX

AV được nâng cấp lên khẩu pháo6 pounder với tên gọi VIII. Giảm độ dày giáp tương tự như trên Mk VIII; trên cácphiên bản nâng cấp sản xuất muộn hơn, động cơ diesel GMC 6004 165 mã lực đã được lắp đặt, phần nào cải thiện tính cơ động.
- Valentine X(135)

Thiết kế tháp pháo mới để có thể lắp lại súng máy đồng trục Besa. Lắp ráp hàn; động cơ 165 mã lực đã được sử dụng thay cho động cơ 130 mã lực trong một số chiếc.
- Valentine XI

Một chiếc X được nâng cấp với pháo OQF 75 mm và động cơ diesel GMC 6004 công suất 210 mã lực; lắp ráp hàn. Mũi đúc của Canada được đưa vào sản xuất tại Anh, chỉ được sử dụng như một xe tăng chỉ huy.
- Valentine DD

Valentine Mk V, IX và Mk XI, được thực hiện đổ bộ bằng cách sử dụng " Ổ đĩa kép " của Nicholas Straussler. Các cuộc chuyển đổi của Metro-Cammell gồm 625 xe tăng được giao trong năm 1943–1944. Được sử dụng bởi kíp lái huấn luyện xe tăng M4 Sherman DD cho Cuộc đổ bộ Normandy cũng như huấn luyện ở Ý và Ấn Độ. Một số ít được sử dụng ở Ý vào năm 1945.
- Valentine OP / Command

Xe Chỉ huy và trinh sát Pháo binh; bổ sung radio, để có thêm không gian bên trong, khẩu pháođã được tháo ra và lắp một nòng giả vào phía trước tháp pháo. Được sử dụng bởi các đơn vị chỉ huy và trinh sát pháo binh.
- Valentine CDL

Tiếp tục các thí nghiệm về Đèn pha phòng thủ Kênh đào; thay thế tháp pháo thông thường bằng một tháp pháo có đèn rọi.
- Valentine Scorpion II

Xe rà phá mìn không tháp pháo với bộ phận gắn lưới xích, chưa bao giờ được sử dụng.
- Valentine AMRA Mk Ib

Trang bị con lăn mìn bọc thép, một số ít được sử dụng trên các bãi biển của Normandy trong Ngày D.
- Valentine Snake

Xe rà phá mìn sử dụng thiết bị đường dây rà phá bom mìn "Con rắn"; một số ít được sử dụng hoạt động.
- Valentine Bridgelayer

Xe công binh bắc cầu bọc thép; một chiếc Mk II không tháp pháo được trang bị cầu kéo Class 30 dài 10 m (34 ft) x 2,90 m (9 ft 6 in) (có khả năng chịu được 30 tấn dài (34 tấn ngắn)). 192 chiếc được sản xuất, 25 chiếc trong số đó cung cấp cho Liên Xô. Được sử dụng trong các trận chiếc ở Ý, Miến Điện, Tây Bắc châu Âu và Mãn Châu.
- Valentine với pháo chống tăng 6-pounder

Phương tiện thử nghiệm do Vickers-Armstrong chế tạo để kiểm tra khả năng sản xuất một loại pháo chống tăng đơn giản bằng cách gắn khẩu nặng 6 pounder vào khoang vận chuyển thực địa của nó trên thân xe thay cho tháp pháo. Chỉ thử nghiệm, năm 1942 không bắt buộc vì Valentine có thể được trang bị một khẩu nặng 6 pound trong tháp pháo. 
- Xe tăng phun lửa Valentine

Hai xe tăng Valentine đã được sửa đổi để mang súng phun lửa và đã được Cục Tác chiến Dầu khí thử nghiệm để xác định hệ thống nào tốt nhất cho máy phun lửa gắn trên xe tăng. Một chiếc sử dụng máy phun được điều áp bằng điện tích đốt cháy chậm (do Bộ Cung cấp thiết kế) và một chiếc do AEC thiết kế cho NKT sử dụng máy chiếu hoạt động bằng khí hydro nén.Cả hai đều chở nhiên liệu phun lửa trong một rơ-moóc và súng phun lửa được gắn ở phía trước thân xe. Các cuộc thử nghiệm bắt đầu vào năm 1942 và cho thấy rằng hệ thống vận hành bằng khí đốt tốt hơn. Từ việc lắp đặt thử nghiệm này, thiết bị Crocodile được phát triển cho súng phun lửa Churchill Crocodile được sử dụng trong chiến dịch Tây Bắc Âu năm 1944–45.
- Cối bắn đạn lửa Valentine 9.75-inch

Xe thử nghiệm với tháp pháo được thay thế bằng cối hạng nặng cố định nhằm bắn đạn pháo nổ TNT 25 lb để phá hủy các ụ bê tông. Các thử nghiệm chỉ bởi Cục Chiến tranh Dầu khí, 1943–1945. Tầm bắn hiệu quả là 400 yd (370 m) (tầm bắn tối đa 2.000 yd (1.800 m)). Ít được sử dụng ở Normandy vào ngày D để giúp đánh sập các tòa nhà.
- Burmark

Thiết kế "Ark" sử dụng thân xe Valentine cho một chiếc xe tăng hạng nhẹ được sử dụng ở Viễn Đông. Chiến tranh kết thúc đã ngăn cản sự phát triển tiếp theo.
- Gap Jumping Tank

Thử nghiệm với tên lửa vào cuối cuộc chiến để đẩy xe tăng Valentine vượt qua chướng ngại vật như bãi mìn.

Specialist and Experimental Variants
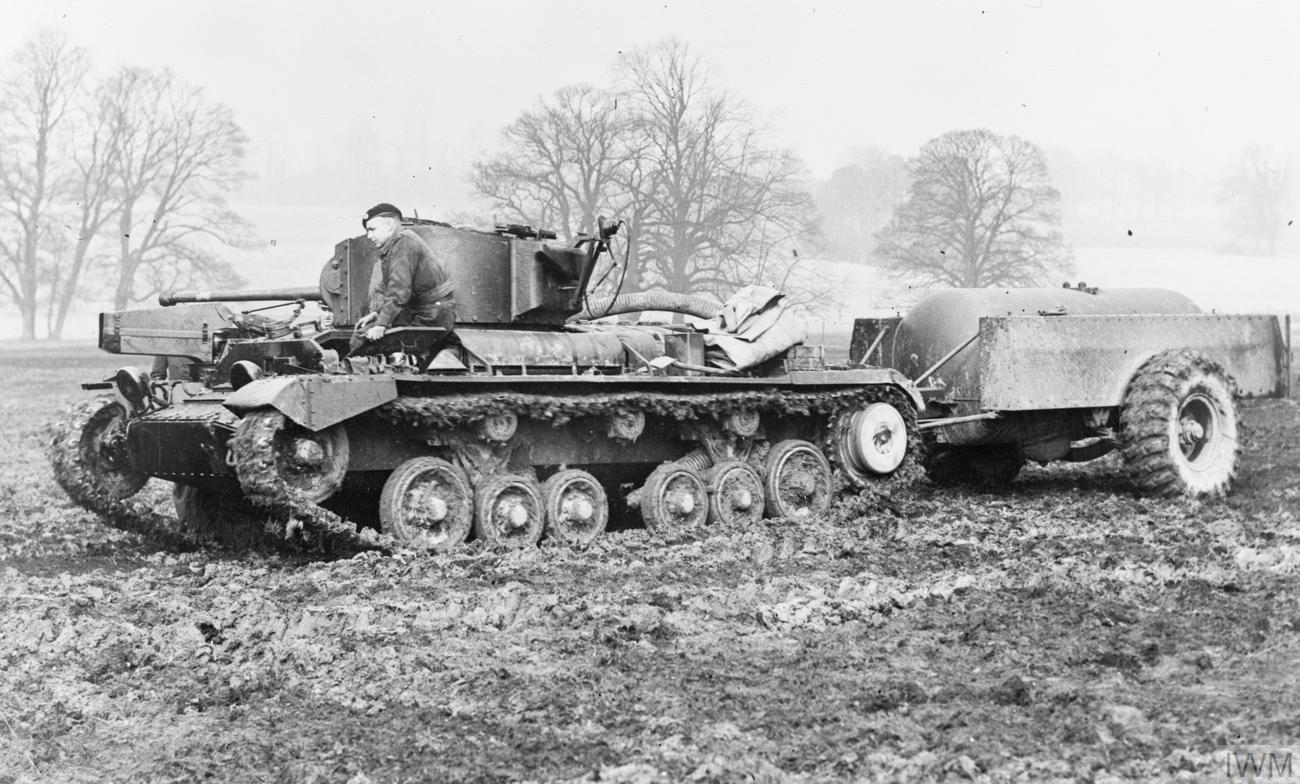
Dụng cụ ném lửa Valentine (thiết bị hoạt động bằng khí)
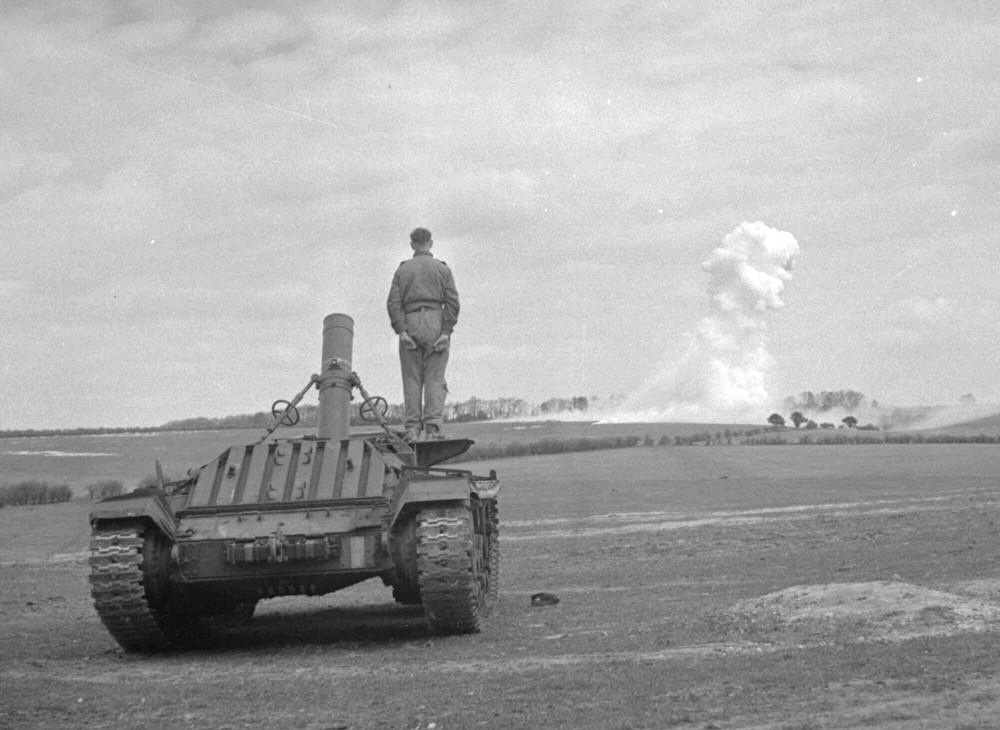
Cối lửa lắp vào khung xe tăng Valentine, bắn bom phốt pho
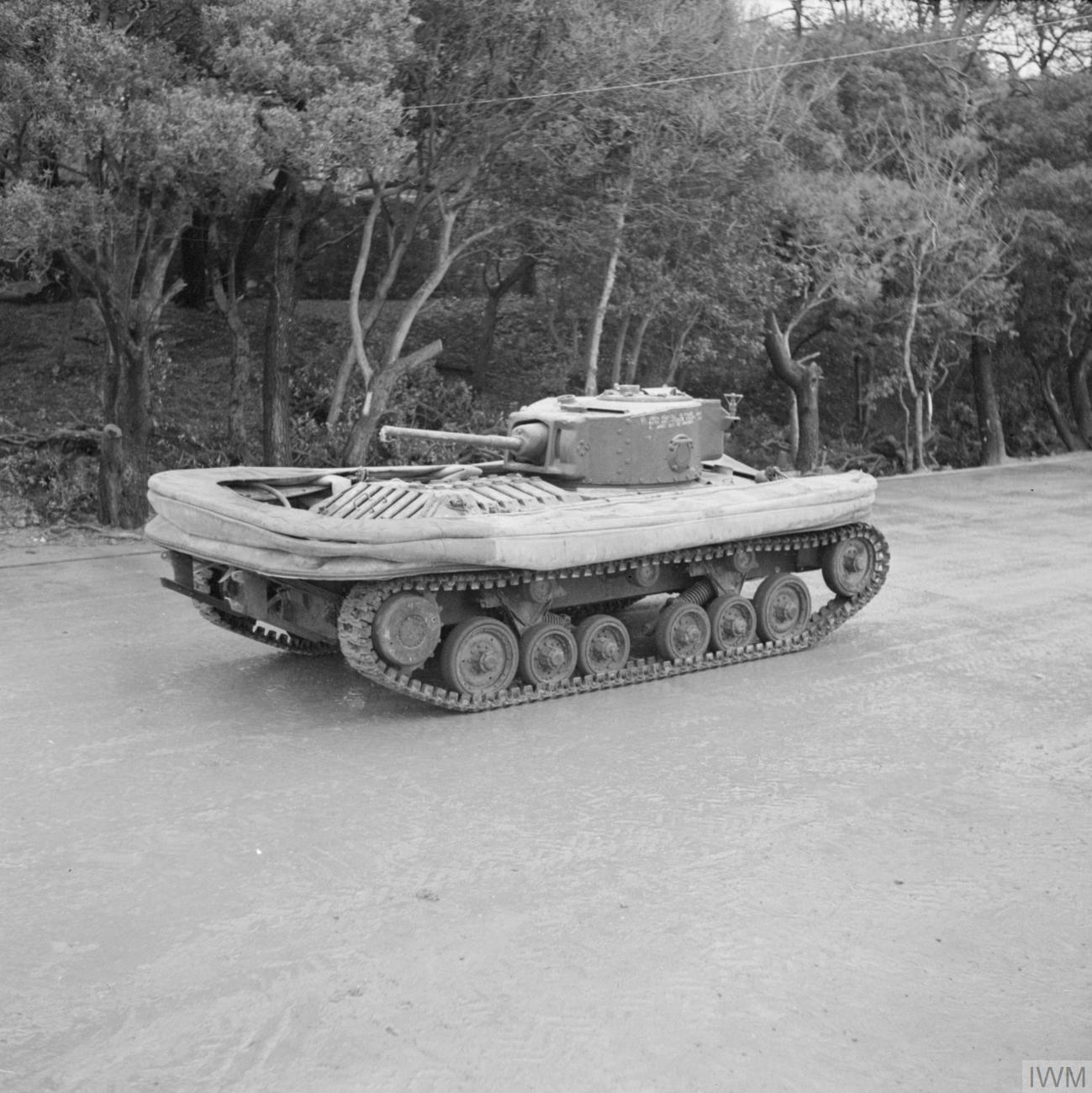
Xe tăng Valentine DD với màn hình hạ thấp, năm 1944
Valentine với AMRA
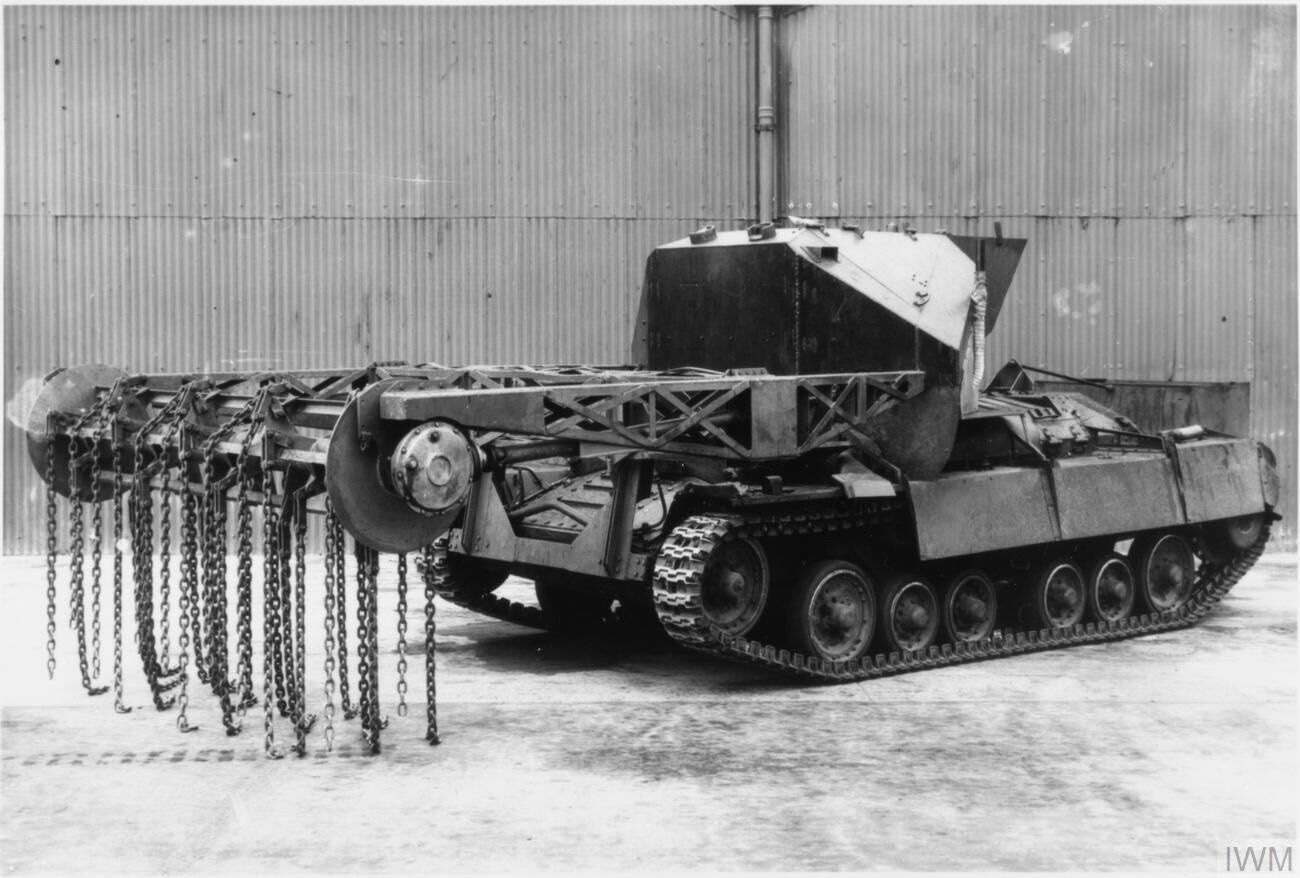
Valentine Phá mìn

## Nhà khai thác
- Vương quốc Anh
- Canada - Nhận được 30 trong số 1.420 xe tăng được chế tạo tại Canada. Số xe tăng Valentines này đã được sử dụng cho mục đích đào tạo.
- Tiệp Khắc - Tiểu đoàn bộ binh 11 sửa chữa hai xác xe Valentine ở Tobruk. Lữ đoàn Thiết giáp Độc lập Tiệp Khắc 1 đã nhận được xe Valentines vào mùa xuân năm 1943. Số xe tăng này là những đầu tiên được vận hành chính thức bởi quân đội lưu vong Tiệp Khắc trong Thế chiến thứ hai.
- Ai Cập - Quân đội Ai Cập sử dụng xe tăng Valentine sau Thế chiến thứ hai. Chúng được sử dụng ở Lãnh thổ Ủy trị Palestine trong Chiến tranh Ả Rập-Israel năm 1948, sau đó được sử dụng để huấn luyện.[13]
- Iran - Nhận được một số xe tăng thuộc chương trình Lend Lease cũ từ Liên Xô sau Thế chiến II.
- Đức Quốc Xã - Những chiếc Valentines bị bắt được đưa vào phục vụ trong Quân đoàn Châu Phi với định danh là Infanterie Panzerkampfwagen Mk III 749 (e).[14]
- New Zealand - Tổng cộng đã nhận:[15]
  - 100 Valentine II
  - 75 Valentine III, 18 được nâng cấp lên thành Valentine IIICS
  - 81 Valentine V
  - 11 Xe tăng công binh cầu Valentine
- Ba Lan - Sư đoàn thiết giáp số 1 của Ba Lan và nhiều đơn vị khác của Lực lượng vũ trang Ba Lan ở phía Tây vận hành xe tăng Valentine để huấn luyện.
- Bồ Đào Nha -  Bồ Đào Nha đã nhận được 36 chiếc Valentine Mk II vào năm 1943, phục vụ trong các Tiểu đoàn xe tăng (Batalhão de Carros Batalhão de Carros).
- Romania - Quân đội Romania đã bắt giữ 4 xe tăng Mk III từ Hồng quân, chúng được sử dụng để thử nghiệm và huấn luyện chống tăng.[16]
- Liên Xô - Hồng quân đã nhận được 2.124 xe tăng do Anh chế tạo và 1.208 xe tăng Lend-Lease do Canada chế tạo. 270 và 180 bị mất trong quá trình vận chuyển. [17]
- Thổ Nhĩ Kỳ - Quân đội Thổ Nhĩ Kỳ đã nhận được 200 xe Valentine IIIs giữa năm 1941 và 1944[18]